# Elvira Lind
Elvira Lind (født 28. oktober 1981 i København) er en dansk manuskriptforfatter og filminstruktør.